# Набойня

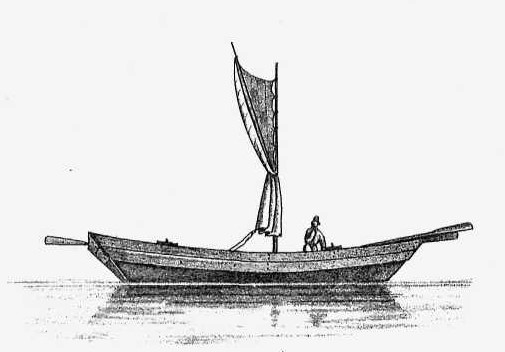
Изображение набойни из книги чертежей и рисунков, составленных П. А. Богославским к книге о купеческом судостроении в России

Набойня или набойна — небольшая речная парусно-гребная лодка, которая была распространена в европейской части Российской империи вплоть до конца XIX — начала XX века.
Несла на себе съёмную мачту со шпринтовым парусом и двух-четырёх гребцов. Материалом для постройки набойни обычно служили осиновые, сосновые или еловые лесоматериалы, её стоимость оценивалась в 8 рублей серебром по данным на 1865 год. Происхождение названия связывают с процессом набивания соснового пояса для увеличения высоты борта.